# Görner See
Der Görner See ist ein etwa 850 Meter langes und 300 Meter breites Stillgewässer auf dem Gebiet der Gemeinde Kleßen-Görne im Landkreis Havelland in Brandenburg. Der südöstlich von Görne, einem Ortsteil der Gemeinde Kleßen-Görne, gelegene Natursee ist Teil des etwa 226 ha großen Naturschutzgebietes Görner See. Nördlich und westlich des Sees verläuft die Kreisstraße 6316.